# Подібність Джаро — Вінклера
В інформатиці та статистиці подібність Джаро — Вінклера — це рядкова метрика, що вимірює відстань редагування між двома послідовностями. Є модифікацією метрики подібності Джаро (1989, Метью А. Джаро), запропонованою у 1990 році Вільямом Е. Вінклером.
Відстань Джаро–Вінклера використовує оцінку довжини префікса {\displaystyle p}, що дає більш сприятливі оцінки рядкам, що з самого початку відповідають заданій довжині префікса {\displaystyle \ell }.
Чим менша відстань Джаро–Вінклера для двох рядків, тим більш подібними є рядки. Оцінка нормується таким чином, що 1 означає точну відповідність, а 0 означає відсутність будь-якої подібності. Подібність Джаро — Вінклера дає протилежні результати.
Хоча її часто називають метрикою відстані, відстань Яро–Вінклера не є метрикою в математичному розумінні, оскільки вона не виконує нерівність трикутника.

## Визначення

### Подібність Джаро
Подібність Джаро {\displaystyle sim_{j}} з двох заданих рядків {\displaystyle s_{1}} і {\displaystyle s_{2}} визначається як
{\displaystyle sim_{j}=\left\{{\begin{array}{l l}0&{\text{якщо }}m=0,\\{\frac {1}{3}}\left({\frac {m}{|s_{1}|}}+{\frac {m}{|s_{2}|}}+{\frac {m-t}{m}}\right)&{\text{в іншому разі}}\end{array}}\right.}
Тут:
- {\displaystyle |s_{i}|} - довжина рядка {\displaystyle s_{i}};
- {\displaystyle m} - кількість співпадінь (див. нижче);
- {\displaystyle t} - кількість транспозицій (див. нижче).

Два символи від {\displaystyle s_{1}} і {\displaystyle s_{2}} відповідно, вважаються співпадінням лише в тому випадку, якщо вони однакові і розташовані не далі, ніж {\displaystyle \left\lfloor {\frac {\max(|s_{1}|,|s_{2}|)}{2}}\right\rfloor -1} один від одного.
Кожен символ {\displaystyle s_{1}} порівнюється з усіма відповідними символами в {\displaystyle s_{2}}. Кількість відповідних (але в різному порядку) символів, розділених на 2, визначає кількість транспозицій. Наприклад, при порівнянні «CRATE» з «TRACE» лише символи «R», «A», «E» є співпадіннями, тобто {\displaystyle m=3} Незважаючи на те, що «C» та «T» з'являються в обох рядках, вони розташовані далі один від одного, ніж 1 (результат {\displaystyle \lfloor {\tfrac {5}{2}}\rfloor -1} ). Отже, {\displaystyle t=0}. Якщо порівнювати «DwAyNE» та «DuANE», то тут співпадіння уже розташовані в тому самому порядку, тож транспозиції відсутні.

### Подібність Джаро — Вінклера
Подібність Джаро — Вінклера використовує оцінку префікса {\displaystyle p} що дає більш сприятливі оцінки рядкам, які з самого початку відповідають заданій довжині префікса {\displaystyle \ell }. Дано два рядки {\displaystyle s_{1}} і {\displaystyle s_{2}}. Їхня подібність Джаро-Вінклера {\displaystyle sim_{w}} визначається як:
{\displaystyle sim_{w}=sim_{j}+\ell p(1-sim_{j}),}
де:
- {\displaystyle sim_{j}} — подібність Джаро для рядків {\displaystyle s_{1}} і {\displaystyle s_{2}}
- {\displaystyle \ell }  —  довжина загального префіксу на початку рядка — максимум до 4 символів
- {\displaystyle p} є сталим коефіцієнтом масштабування того, наскільки оцінка коригується вгору за наявність загальних префіксів. {\displaystyle p} не повинен перевищувати 0,25 (тобто 1/4, причому 4 - це максимальна довжина префікса, що розглядається), інакше подібність може стати більшою за 1. Стандартним значенням цієї константи у роботі Вінклера є {\displaystyle p=0.1}.

Відстань Джаро — Вінклера {\displaystyle d_{w}} визначається як {\displaystyle d_{w}=1-sim_{w}}.
Хоча її часто називають метрикою, відстань Джаро — Вінклера не є метрикою в математичному розумінні, оскільки вона не підпорядковується нерівності трикутника. Відстань Джаро — Вінклера також не відповідає аксіомі ідентичності {\displaystyle d(x,y)=0\leftrightarrow x=y} .

## Взаємозв'язок з іншими метриками відстані редагування
Є й інші популярні міри відстані редагування, які обчислюються з використанням іншого набору допустимих операцій редагування. Наприклад,
- відстань Левенштейна дозволяє видалення, вставлення та заміну;
- відстань Дамерау — Левенштейна дозволяє всталення, видалення, заміну та транспонування двох сусідніх символів;
- найдовша загальна відстань підпослідовності (LCS) дозволяє лише вставлення та видалення, але не заміну;
- відстань Геммінга допускає лише заміну, отже, вона використовується лише для рядків однакової довжини.

Відстань редагування зазвичай визначається як параметризована метрика, обчислена з певним набором дозволених операцій редагування, і кожній операції присвоюється вартість (можливо, нескінченна). Це додатково узагальнюється алгоритмами вирівнювання послідовностей ДНК, такими як алгоритм Сміта — Вотермана, які роблять вартість операції залежною від того, де вона застосовується.

## Виноски
1. ↑  Jaro-Winkler « Inviting Epiphany. RichardMinerich.com. Архів оригіналу за 31 грудня 2019. Процитовано 12 червня 2017.

## Зовнішні посилання
- strcmp.c - оригінальна реалізація на C автором алгоритму